# Suthep Po-ngam
 (mai 2019).
Si vous disposez d'ouvrages ou d'articles de référence ou si vous connaissez des sites web de qualité traitant du thème abordé ici, merci de compléter l'article en donnant les références utiles à sa vérifiabilité et en les liant à la section « Notes et références ».
Suthep Po-ngam (Thai: สุเทพ โพธิ์งาม ou ป๋าเทพ โพธิ์งาม ; RTGS: Suthep Pho-ngam), né en octobre 1949 dans la province de Prachinburi, est un acteur comique, réalisateur et scénariste thaïlandais.

## Biographie

### Vie privée
Suthep Po-gnam s'est marié à Passarawan Songpeerapat (Joom) en 1980. Ils ont eu deux enfants, puis ils divorcent en 2014 .

### Carrière
Thep (ou Suthep) Po-gnam est un acteur qui a joué dans plus de 30 films.
Dans les années 1980 et 1990, il figure dans quelques films et séries télévisées mais n'a aucun succès.
Dans les années 2000, alors âgé de plus de 50 ans, il devient célèbre en jouant le rôle d'acteur principal dans quelques films d'action déjantés et comiques : Killer Tatoo (2001) (avec le célèbre humoriste Petchai Wongkamlao connu pour ses rôles au côté de Tony Jaa dans Ong-bak et L'Honneur du dragon), Thai Thief (2006), Friday Killer (2011) et The Protect (2019) (encore avec Petchai Wongkamlao).
Il a aussi un rôle principal dans le film qui a eu le plus de succès en Thaïlande en 2002, le film comique parodie des films d'horreur Headless Hero (2002), dans la parodie de film de zombies Sars Wars (2004) (avec Supakorn Kitsuwon) et dans le film amusant The Rocket (sélectionné aux Oscars du meilleur film étranger en 2014).
Il est doubleur de voix dans le deuxième dessin animé long métrage thaïlandais Khan Kluay (2006) et dans le film avec des chiens comme héros Dog! La folle aventure (2007).
Il joue dans des nombreuses comédies populaires et de multiples séries télévisées (surtout sur Channel 3 et Channel 7).

## Filmographie
- 2001 : Killer Tattoo
- 2002 : Headless Hero
- 2003 : Old Mad Rock (พันธุ์ร็อกหน้าย่น)
- 2003 : Safari (Duk Dum Dui /ดึก ดำ ดึ๋ย)[11]
- 2004 : The Grone (โกร๋น ก๊วน กวน ผี)
- 2004 : Pad Thai Story (เจ้าสาวผัดไทย)
- 2004 : SARS Wars[12]
- 2005 : Dumber Heroes (พยัคฆ์ร้ายส่ายหน้า)
- 2006 : Thai Thief (ไทยถีบ)
- 2006 : Khan Kluay (L'éléphant bleu) (dessin animé) (voix)
- 2007 : Dogs ! La folle aventure (voix)
- 2007 : Bus Lane (เมล์นรก หมวยยกล้อ)[13]
- 2008 : เทวดาตกมันส์
- 2008 : หลวงพี่เท่ง 2 รุ่น ฮาร่ำรวย
- 2009 : ผีตุ๋มติ๋ม
- 2010 : โป๊ะแตก
- 2010 : กะปิ ลิงจ๋อไม่หลอกจ้าว
- 2011 : Friday Killer (หมาแก่อันตราย)[14],[15]
- 2014 : 4Kings (สีเรียงเซียนโต๊ด)
- 2014 : The Rocket[16]
- 2014 : มันเปลี่ยวมาก
- 2019 : The Protect (บอดี้การ์ด หน้าหัก)